# Psilochorema leptoharpax
Psilochorema leptoharpax là một loài Trichoptera thuộc họ Hydrobiosidae. Chúng phân bố ở miền Australasia.